# Leeuwardse koning

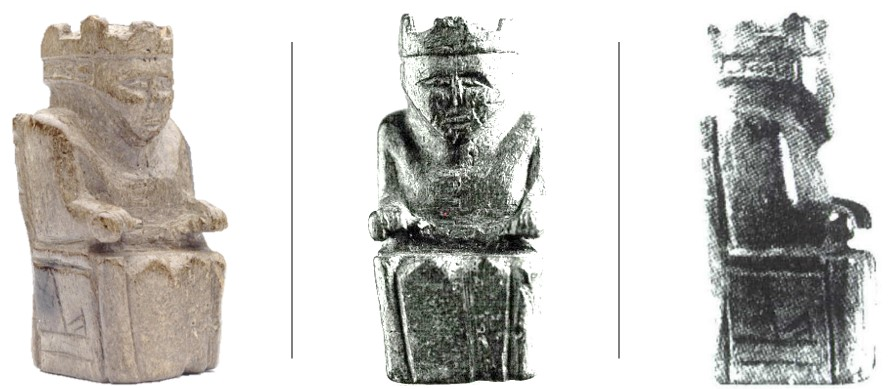
De "Leeuwardse koning", een Scandinavisch schaakstuk van rond 1100, gevonden in Friesland.

De Leeuwardse koning is een in Leeuwarden opgegraven 12e-eeuws benen konings-schaakstuk dat grote verwantheid toont met de Lewis-schaakstukken. Het is vermoedelijk gemaakt door noormannen die het in Friesland hebben achtergelaten. Het karakteristieke schaakstuk, dat als beeldmerk is gebruikt voor het Nederlandse schaakkampioenschap van 1976, bevindt zich thans in het Fries Museum.

## Beschrijving
Het beeldje toont gelijkenis met de op het Schotse eiland Lewis gevonden beroemde schaakstukken en wordt dan ook als een verre neef van deze beschouwd. Het is uit been (mogelijk walvisbeen) of ivoor gesneden en is met een hoogte en basis van respectievelijk zes en een kleine drie centimeter bijna de helft kleiner dan de beeldjes op Lewis. Het is ook minder vakkundig vervaardigd, mogelijk dat het een werkstukje van een Friese beensnijder betreft.
Het verbeeldt een vorst op zijn troon, met het zwaard horizontaal op schoot. Dit zwaard is overigens grotendeels verdwenen. De koning heeft enkele op runen gelijkende tekens aan de zijkant, een detail die de Lewis-schaakstukken niet hebben. Dit zou kunnen suggereren dat dit beeldje ouder is dan zijn verwanten. hoewel vermoed wordt dat het om een merkteken gaat. Bovendien suggereert de stilistische uitvoering dat er een metamorfose gaande was in Viking-snijwerk: hoewel het nog een onmiskenbaar noords karakter heeft, is de transformatie naar een romaanse stijl zichtbaar. 

## Geschiedenis
De koning is mogelijk door Noormannen in Friesland achtergelaten of via handelsbetrekkingen daar terechtgekomen. Het schaakstuk is daarmee het bewijs dat het schaakspel rond de 11e eeuwwisseling via het noorden de Lage Landen heeft bereikt. Het is echter onbekend of het spel zich sindsdien en van daaruit in het land verspreid heeft.
Het schaakstuk werd in 1938 onder de drukkerij van de Leeuwarder Courant opgegraven. In 1941 maakte het deel van een tentoonstelling van schaakspelen in het Coulonhuis te Leeuwarden.
Het beeldje vormde het beeldmerk van het Nederlandse Schaakkampioenschap van 1976 in Leeuwarden. Er waren toen twaalf replica's vervaardigd voor de loting ter bepaling van het speelschema. In het kader van het Hoogovensschaaktoernooi van 1978 werd een replica op de tentoonstelling 'De wereld schaakt' in het stadhuis van Velsen geëxposeerd.

Het originele stuk is enige tijd in keramiekmuseum Princessehof bewaard geweest, maar bevindt zich thans in het Fries Museum.